# Pelham Parkway (stacja metra na Dyre Avenue Line)
Pelham Parkway – stacja metra nowojorskiego, na linii 5. Znajduje się w dzielnicy Bronx, w Nowym Jorku i zlokalizowana jest pomiędzy stacjami Gun Hill Road i Morris Park. Została otwarta 29 maja 1912.